# Aeropuerto Ricardo García Posada
Aeropuerto Ricardo García Posada is een luchthaven bij de Chileense stad El Salvador.